# KUNS-TV
KUNS-TV, canal virtual 51 (UHF digital de canal 24), es un Univisión - afiliada estación de televisión que sirve de Seattle y Tacoma, Washington, Estados Unidos, que está autorizado a Bellevue. La estación es propiedad de Sinclair Broadcast Group, como parte de un duopolio con la afiliada de ABC con licencia de Seattle, KOMO-TV (canal 4); también es hermana de las estaciones de radio KOMO ( 1000 AM y 97.7 FM ), KVI(570 AM) y KPLZ-FM (101.5). Las estaciones comparten estudios dentro de KOMO Plaza (anteriormente Fisher Plaza) en la sección Lower Queen Anne de Seattle, directamente al otro lado de la calle de Space Needle; El transmisor de KUNS-TV está ubicado en el vecindario Queen Anne de Seattle.

## Historia
El 10 de febrero de 1988, la Comisión Federal de Comunicaciones (FCC) emitió un permiso de construcción para la estación de televisión KBEH. Sin embargo, el canal 51 no comenzaría su operación de transmisión hasta el 8 de agosto de 1999, transmitiendo programas de la red ValueVision, que se convirtió en ShopNBC en 2001 después de que NBC (ahora parte de Comcast) adquiriera una participación del 37% en esa red. En diciembre de 2000, la estación cambiaría sus letras de identificación a KWOG . Anteriormente propiedad y operación local y en un momento propiedad de minorías, la estación fue vendida a Fisher Communications el 29 de septiembre de 2006.
El 31 de octubre de 2006, la estación cambiaría sus letras de identificación una vez más, esta vez al actual KUNS-TV . El 1 de enero de 2007, sonó el año al pasar de transmitir programas de compras desde el hogar a transmitir programación hispana como afiliada de Univisión casi instantáneamente, brindando a los televidentes programas como Sábado Gigante, Despierta América y El Gordo y La Flaca, además de una variedad de telenovelas, junto con muchos otros programas. La estación también inició su propio noticiero local, Noticias Noroeste con Jaime Méndez y Roxy de la Torre. El noticiero se origina en un estudio en KOMO Plaza (anteriormente Fisher Plaza) en Seattle.
El 21 de agosto de 2012, Fisher Comunicaciones firmó un acuerdo de afiliación con MundoFox, un competidor en español a Univision que es propiedad como una empresa conjunta entre Fox Internatiol RCN, por KUNS y Portland estación de la hermana KUNP que deba transportar ambas estaciones como subcanales digitales a partir de finales de septiembre. El 11 de abril de 2013, Fisher anunció que vendería sus propiedades, incluida KUNS-TV, a Sinclair Broadcast Group. El trato se completó el 8 de agosto de 2013.
El 8 de mayo de 2017, Sinclair Broadcast Group celebró un acuerdo para adquirir Tribune Media, propietario de KCPQ (canal 13), afiliada de Fox, y KZJO (canal 22), afiliada de MyNetwork TV, por $ 3.9 mil millones, más la asunción de $ 2.7 mil millones en deuda de Tribune, pendiente de aprobación regulatoria por parte de la FCC y la División Antimonopolio del Departamento de Justicia de Estados Unidos. Como KOMO-TV, la estación hermana de KUNS-TV, y KCPQ se encuentran entre las cuatro estaciones mejor calificadas en el mercado de Seattle-Tacoma en audiencia total del día y las emisoras no están autorizadas a poseer legalmente más de dos estaciones de televisión de máxima potencia en un mercado único, se puede exigir a las empresas que vendan el duopolio KOMO / KUNS o el duopolio KCPQ/KZJO a otro grupo de estaciones para cumplir con las normas de propiedad de la FCC que preceden a la aprobación de la adquisición; sin embargo, la venta de cualquiera de las estaciones a un comprador independiente depende de decisiones posteriores de la FCC con respecto a la propiedad local de las estaciones de transmisión de televisión y de las leyes futuras del Congreso. El 24 de abril de 2018, Sinclair reveló que compraría KZJO y vendería KUNS-TV a Howard Stirk Holdings, mientras continuaba brindando servicios a la estación; KCPQ se vendería simultáneamente a Fox Television Stations, lo que convertiría a KCPQ en una estación operada por Fox.
Tres semanas después de la votación de la FCC el 18 de julio para que un juez de derecho administrativo revisara el acuerdo en medio de "serias preocupaciones" sobre la franqueza de Sinclair en sus solicitudes para vender ciertas propiedades en conflicto, el 9 de agosto de 2018, Tribune anunció que rescindiría el acuerdo de Sinclair. con la intención de buscar otras oportunidades de fusiones y adquisiciones. Tribune también presentó una demanda por incumplimiento de contrato en el Tribunal de la Cancillería de Delaware, alegando que Sinclair participó en negociaciones prolongadas con la FCC y la División Antimonopolio del Departamento de Justicia de Estados Unidos por cuestiones regulatorias, se negó a vender estaciones en mercados donde ya tenía propiedades y propuso desinversiones a partes vinculadas con el presidente ejecutivo de Sinclair, David D. Smith, que fueron rechazadas o muy sujetas a rechazo para mantener el control sobre las estaciones que debía vender. La terminación del acuerdo de venta de Sinclair genera incertidumbre sobre el futuro de las compras de Fox de KCPQ y las otras seis estaciones de Tribune incluidas en ese acuerdo, que se basaron en el cierre de la fusión de Sinclair-Tribune.

## Televisión digital

### Canales digitales
La señal digital de la estación se multiplexa:
| Canal | Video | Aspecto | Abrev. de PSIP | Programación                                |
| ----- | ----- | ------- | -------------- | ------------------------------------------- |
| 51,1  | 1080i | 16:9    | KUNS           | Programación principal de KUNS-TV/Univisión |
| 51,2  | 480i  | 16:9    | TBD            | TBD                                         |
| 51,3  | 480i  | 16:9    | Estadio        | Stadium                                     |

### Conversión de analógico a digital
KUNS-TV apagó su señal analógica, a través del canal 51 de UHF, el 12 de junio de 2009, como parte de la transición exigida por el gobierno federal de la televisión analógica a la digital. La señal digital de la estación permaneció en su canal 50 de UHF previo a la transición, usando PSIP para mostrar el canal virtual de KUNS-TV como 51 en los receptores de televisión digital.

## Disponibilidad por cable y satélite
Las regulaciones "Must carry" impuestas por la FCC requieren que la mayoría de los proveedores de televisión por cable en el oeste de Washington incluyan KUNS en sus programas. En el pasado, bajo propiedad de Equity, la estación no estaba disponible en todos los sistemas de cable, ya que muchos de estos proveedores tenían acuerdos de transporte para la alimentación de cable nacional para la red, lo que les permitía controlar varios minutos durante el día del horario comercial local que no estaría disponible si en su lugar llevaran KUNS. Tradicionalmente, la equidad dependía completamente del must-carry para llevar sus estaciones a los proveedores de cable, y lo mismo sucedía con KUNS antes de la venta de la estación a Fisher. Consentimiento de retransmisión Los acuerdos para proveedores en el mercado de Seattle hechos después de la compra de la estación por parte de Sinclair hicieron que el transporte de KUNS fuera obligatorio para transmitir KOMO-TV (junto con sus subcanales), aunque algunos sistemas más pequeños en comunidades con poca población de habla hispana han recibido una exención. del carro de KUNS.
KUNS está disponible en televisión satelital a través de DirecTV en el canal 45, y también está disponible en los canales 51 y 8624 de Dish Network; los canales nacionales de la costa este y oeste de la red también están disponibles para los clientes satelitales.
Además, ni la estación ni la red están disponibles en sistemas de cable o satélite en Canadá. Esto se debe a que la Comisión canadiense de radiodifusión y telecomunicaciones (CRTC) no aprobó que la red o cualquiera de sus afiliadas se transmita en sistemas de cable / satélite para audiencias canadienses. Esto finalmente se rectificó cuando la cadena en español de Telelatino, lanzada el 23 de octubre de 2007 con contenido de Univisión, se relanzó con un acuerdo de licencia de marca con Univisión como Univisión Canadá el 5 de mayo de 2014.

### Ubicaciones de cable y satélite
| Proveedor de cable/satélite | Áreas de servicio        | Tarifa de paquete | Posición(es) del canal |
| --------------------------- | ------------------------ | ----------------- | ---------------------- |
| Comcast                     | Aberdeen                 | SD                | 28                     |
| Comcast                     | Arlington                | SD                | 29                     |
| Comcast                     | Bremerton                | SD                | 29                     |
| Comcast                     | Bremerton                | Cable Ready       | 29                     |
| Comcast                     | Centralia                | SD                | 28                     |
| Comcast                     | Seattle                  | SD                | 29                     |
| Comcast                     | Snohomish                | SD                | 29                     |
| Comcast                     | Tacoma                   | SD                | 29                     |
| Click! Network              | Tacoma                   | SD                | 27                     |
| Dish Network                | En todo el mercado       | Locales           | 51/8624                |
| Wave Broadband              | Duvall y Condado de King | SD                | 16                     |
| Wave Broadband              | Port Townsend            | SD                | 15                     |
| Wave Broadband              | Seattle                  | SD                | 16                     |
| Wave Broadband              | Isla Caamaño             | SD                | 16                     |
| Wave Broadband              | Port Orchard             | SD                | 20                     |
| DirecTV                     | En todo el mercado       | Locales           | 45                     |

## Historial de distintivo de llamada
Este es el historial de distintivos de llamada de la estación de acuerdo con la FCC.
| Señal | Primera vez             | Última vez              |
| ----- | ----------------------- | ----------------------- |
| KBEH  | 10 de febrero de 1988   | 13 de diciembre de 2000 |
| KWOG  | 13 de diciembre de 2000 | 31 de octubre de 2006   |

## Traductores
KUNS también tiene tres estaciones de traducción, que sirven al mercado de Yakima-Walla Walla-Pasco-Richland-Kennewick del centro de Washington. Todas estas estaciones pertenecen y son operadas por Sinclair Broadcast Group a partir de 2017.
| Estación | Ciudad      | Canal análogo | Canal digital | Comenzó la operación | Área de servicios               | Poder Radiado Efectivo |
| -------- | ----------- | ------------- | ------------- | -------------------- | ------------------------------- | ---------------------- |
| KUNW-CA  | Yakima      | 2 (VHF)       | 30 (UHF)      | 4 de marzo de 1996   | Yakima                          | 0,8 kW analógico       |
| KVVK-CA  | Kennewick   | -             | 15 (UHF)      | 15 de marzo de 1996  | Pasco - Walla Walla - Kennewick | 81,9 kW analógico      |
| KORX-CA  | Walla Walla | 16 (UHF)      | -             | 2001                 | Pasco - Walla Walla - Kennewick | 84,8 kW analógico      |

En un momento, KUNS tenía un cuarto traductor, el canal 49 de KWWA-CA, que servía a Ellensburg. Sin embargo, su licencia fue cancelada el 4 de junio de 2008.